# Marina Syssojewa
Marina Syssojewa (russisch Марина Сысоева, engl. Transkription Marina Sysoyeva; * 3. Juni 1959 in Frunse) ist eine ehemalige kirgisische Hochspringerin, die für die Sowjetunion startete.
Bei den Olympischen Spielen 1980 in Moskau wurde sie Fünfte mit 1,91 m.
Ihre persönliche Bestleistung von 1,93 m stellte sie am 5. Juli 1980 in Moskau auf.